# Feketeerdő
Feketeerdő è un comune di 433 abitanti situato nella contea di Győr-Moson-Sopron, nell'Ungheria nordoccidentale.